# Rohese de Vere
Rohese de Vere, condesa de Essex (h. 1110–1170 o después), fue una mujer de la nobleza inglesa de los períodos anglonormando y angevino. Contrajo matrimonio dos veces. Ella y su segundo marido fundaron el monasterio gilbertino de Chicksands, situado en Bedfordshire.

## Biografía
Hija de Aubrey de Vere II y de Adeliza de Clare, contrajo nupcias dos veces. Su primer marido, Geoffrey de Mandeville II, se convirtió en conde de Essex en 1140, y, a partir de entonces, Rohese pasó a llevar el título de condesa. El conde Geoffrey se rebeló contra el rey Esteban a finales de 1143. Se desconoce el paradero de Rohese durante esta rebelión; aunque parece que a su primogénito lo enviaron a Devizes, bastión de los partidarios de Matilde de Inglaterra, mientras que es posible que a su segundo hijo lo destinaran a la corte del conde de Flandes. Cuando Geoffrey murió como rebelde excomulgado en 1144, Rohese volvió a casarse de inmediato.
Su segundo marido, Payn de Beauchamp, señor de Bedford, se había posicionado contra Esteban I en la década de 1130. El matrimonio fundó un monasterio doble en Chickshands (Bedfordshire) para monjas y canónigos de la orden gilbertina. Rohese y Payn tuvieron un hijo, Simon de Beauchamp II. La condesa enviudó por segunda vez en 1155 o a principios de 1156, y obtuvo la tutela de su hijo, que era menor de edad. Cuando éste ya se acercaba a la mayoría de edad, Rohese y Simon convirtieron St. Paul's (Bedford) de una casa de canónigos seculares a una de canónigos regulares, y los trasladaron a Newnham (Bedfordshire).
Según la Walden Chronicle, cuando el primogénito de la condesa, Geoffrey de Mandeville III, conde de Essex, murió en 1166, los hombres de éste decidieron llevar su cuerpo para enterrarlo en el priorato de Walden (Essex), fundado por su padre. La condesa se encontraba en el priorato de Chicksands cuando un miembro de la comitiva que custodiaba el cuerpo de Geoffrey llegó para informarle de la muerte de su hijo. Aquel le sugirió a Rohese que enviara a algunos caballeros a requisar el cuerpo del conde para sepultarlo en Chicksands. La condesa rechazó dicha propuesta, pero cuando asistió al funeral de su hijo en Walden, se apoderó de los enseres del altar y de otros objetos que su hijo había donado a Walden y los entregó a Chicksands.
Casi con toda certeza, la condesa pasó el resto de su vida en el priorato de Chicksands. En 1170, fue testigo de una cédula de su hijo, el conde William, lo que constituye el último indicio de su vida que puede fecharse. Cuando falleció, la enterraron en la sala capitular de Chicksands y le rindieron homenaje como la fundadora del priorato.
En ocasiones, se confunde a Rohese, condesa de Essex, con otra «condesa Rohese» coetánea, que era la esposa de Gilbert de Gant, conde de Lincoln. Las dos mujeres eran primas hermanas por parte de sus madres.

## Descendencia
- Geoffrey III, II conde de Essex (m. octubre de 1166).
- William de Mandeville, III conde de Essex (m. 1189).
- Robert de Mandeville (m. antes de 1189).
- Simon de Beauchamp, señor de Bedford (m. 1206).

Si bien se menciona a veces al primogénito del conde Geoffrey, Ernulf de Mandeville, como hijo de Rohese, hay pruebas sólidas de que Ernulf fue un hijo ilegítimo del conde que nació antes de que Geoffrey se casara con Rohese.